# Casanas
Casanas es un caserío peruano ubicado en el distrito de Tambogrande, perteneciente a la provincia y departamento de Piura, al noreste del Perú. 

## Ubicación
Casanas se ubica al norte de la provincia de Piura, en el distrito de Tambogrande, en el departamento de Piura.

## Demografía
En 2017 Casanas tenía una población de 383 habitantes.